# Beauty and the Boob
Beauty and the Boob è un cortometraggio muto del 1919. Il nome del regista non viene riportato nei credit del film.

## Produzione
Il film fu prodotto dalla Century Film.

## Distribuzione
Distribuito dall'Universal Film Manufacturing Company, il film - un cortometraggio in due bobine - uscì nelle sale cinematografiche USA il 9 agosto 1919.